# Alice Muloki
 (octobre 2018).
Alice Muloki née Alice Kintu (19 novembre 1929 – 6 novembre 2005) était l'Inhebantu (épouse du Kyabazinga) du Royaume Busoga en Ouganda. Elle était l'épouse de Henry Wako Muloki, le Kyabazinga (souverain) de Busoga.

## Biographie
Née en novembre 1929, elle a fait ses études à la Berkley High School, Gayaza High School et Buloba College dans le Busoga. Elle a ensuite suivi une formation pour devenir professeur à la Buloba Primary Teachers College, près de Kampala. Elle a enseigné au lycée de Buckley, avant d'être transféré à Kamuli. En 1956, elle a démissionné de son travail en tant que directrice au Bishop Willis Core Primary Teachers College pour épouser Henry Wako Muloki. Elle a eu huit enfants avec lui dont quatre filles et quatre garçons. De 1967 à 1995, son titre ainsi que celui de son mari ne sont plus reconnus à la suite du bannissement des anciennes traditions par le président Milton Obote, président ougandais. Le titre de Kyabazinga est restauré en 1993 et elle retrouve son titre de Inhebantu le 11 février 1995 lors du nouveau couronnement d'Henry Wako Muloki.
Muloki était une ardente défenseuse des programmes d'éducation des jeunes filles et de divers autres programmes de Busoga. Alice Muloki meurt le 6 novembre 2005. Elle est enterrée dans le district de Kaliro. Son mari Henry Wako Muloki est enterré à ses côtés à sa mort en 2008.